# 2 of One
2 of One è il secondo album video del gruppo musicale statunitense Metallica, pubblicato il 20 giugno 1989 dalla Elektra Records.

## Descrizione
Contiene le due versioni del primo video della band One, diretto da Bill Pope e da Michael Salomon. Successivamente l'intervista e la versione accorciata del video vennero incluse nel DVD The Videos: 1989 - 2004, pubblicato il 5 dicembre 2006.

## Tracce
Testi e musiche di James Hetfield e Lars Ulrich.
1. Introduction – 5:43
2. One (Original Version) – 7:44
3. One (Jammin' Version) – 5:05

## Formazione
- James Hetfield – voce, chitarra ritmica
- Kirk Hammett – chitarra solista
- Jason Newsted – basso, cori
- Lars Ulrich – batteria